# Dreifaltigkeitskirche (Braniewo)

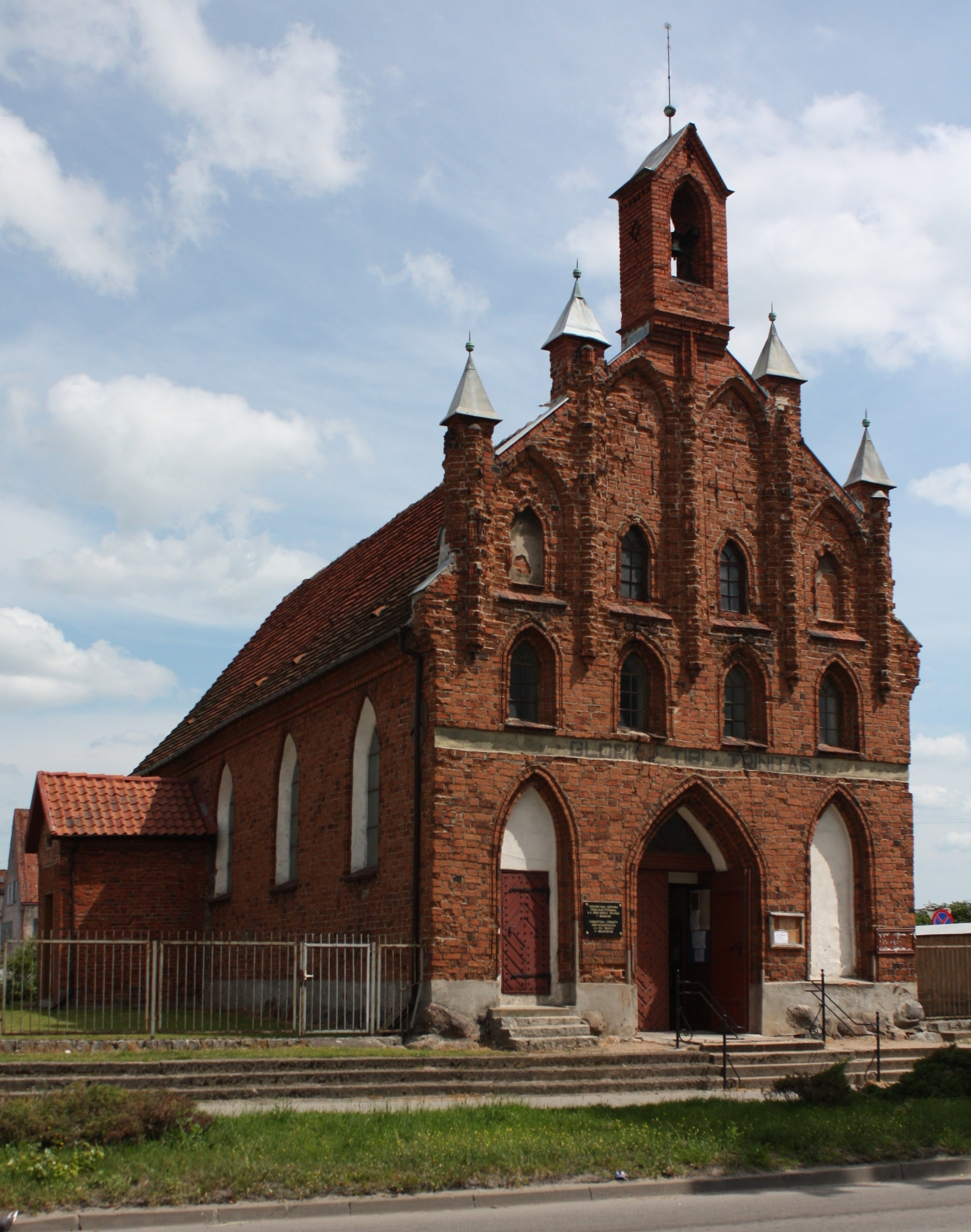
Braniewo, Dreifaltigkeitskirche

Die Dreifaltigkeitskirche (polnisch Cerkiew Świętej Trójcy) ist eine griechisch-katholische Pfarrkirche in Braniewo (früher Braunsberg) im Ermland. Sie ist ein Kulturdenkmal.

## Lage

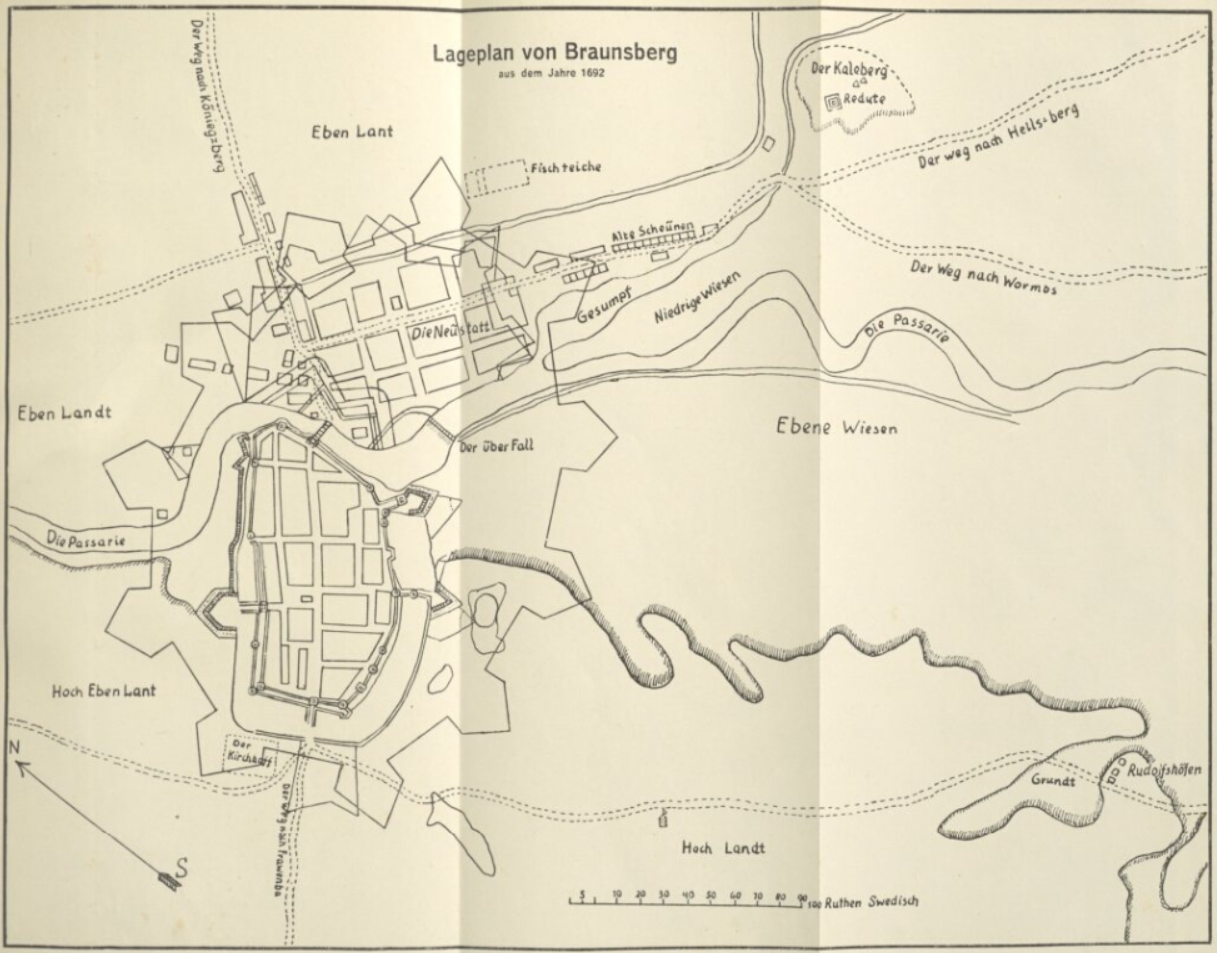
Braunsberg 1692, mit der Neustadt (ohne Kirchen)

Die Dreifaltigkeitskirche liegt in der historischen Neustadt von Braniewo, östlich des Flusses Pasłęka (Passarge) und der Altstadt, in der jetzigen ul. Tadeusza Kosćiuszki.
Die Stadt gehörte zum katholischen Fürstbistum Ermland, seit 1772 zu Ostpreußen und jetzt zu der polnischen Woiwodschaft Ermland-Masuren.

## Geschichte
Von 1437 ist der Bau einer Kapelle vor der Altstadt am jetzigen Standort bekannt. Diese wurde im Dreizehnjährigen Krieg fast vollständig zerstört. Um 1498 war ein Neubau geplant, von 1584 ist eine Neuweihe bekannt. 1682 wurde die Kapelle nach Umbauten erneut eingeweiht. Sie war die meiste Zeit eine Filialkirche der katholischen Katharinenkirche für die Bewohner der Neustadt. Seit 1858 wurde sie von Gymnasium genutzt, seit 1876 von der altkatholischen Gemeinde.
1945 wurde die Dreifaltigkeitskirche schwer beschädigt und 1951 wieder hergestellt. In den 1980er Jahren war sie Friedhofskapelle. Seit 1992 wird die Kirche von der ukrainischen griechisch-katholischen Gemeinde genutzt. 2016 musste sie wegen erheblicher baulicher Mängel geschlossen werden. 2017 erfolgten Sicherungsmaßnahmen durch die Gmina Braniewo im Umfang von etwa 100.000 Złoty. 2019 hatte sich der bauliche Zustand weiter verschlechtert.

## Architektur

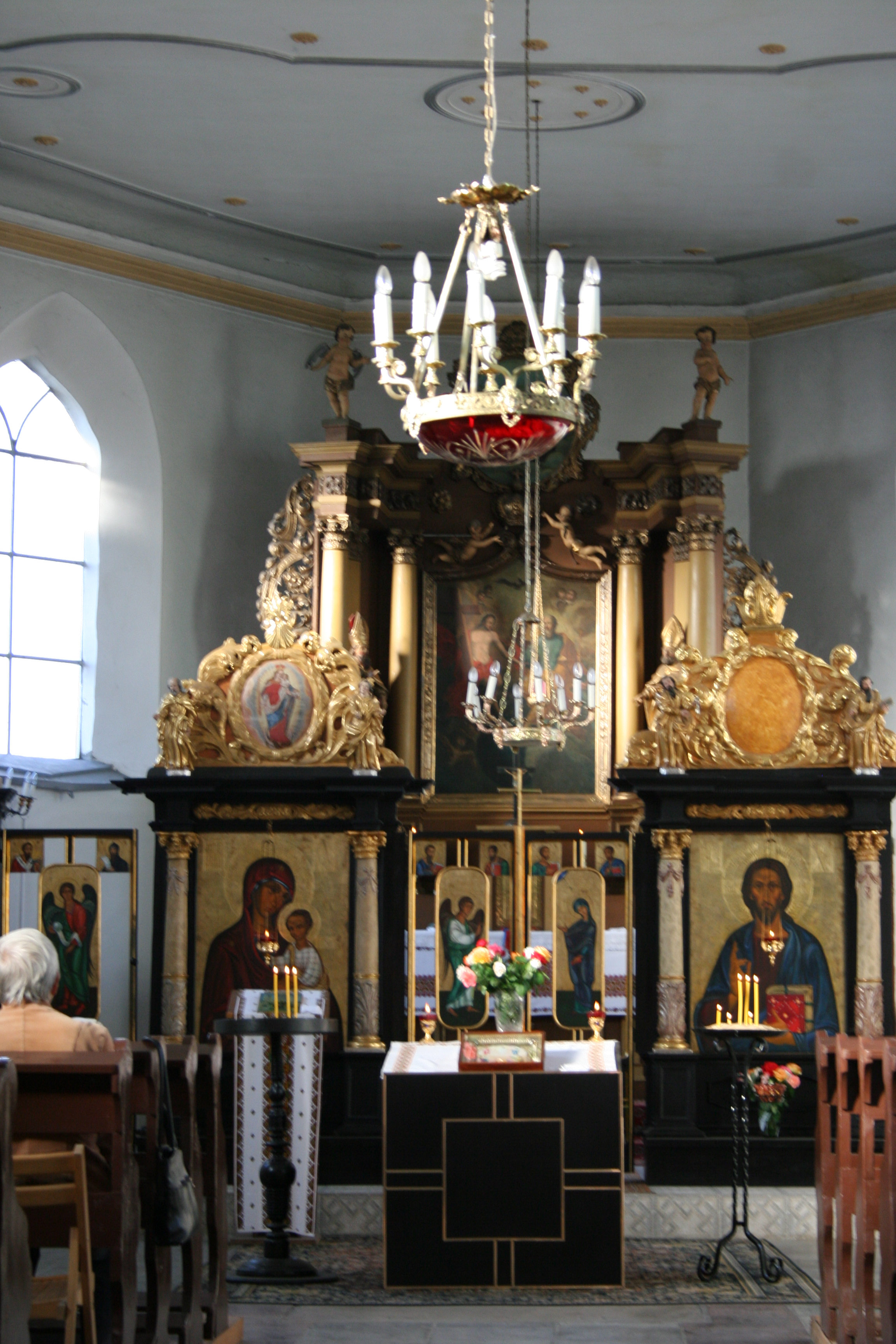
Altar

Die Kirche ist ein Saalbau aus roten Backsteinen. Die Grundmauern aus Feldstein stammen aus dem 14. oder 15. Jahrhundert, der Ostteil ist spätgotisch (um 1500 oder 1583?), der Westteil wahrscheinlich auch (oder von 1682?). Teile des Mauerwerks wurden 1951 ausgebessert. Das Dach wurde um 2014 erneuert.
Im Inneren sind der Hochaltar (wahrscheinlich von Johannes Frey) und die Kanzel aus der Zeit um 1681 erhalten. Die Orgel von Johann Rohn (I) von 1857 ist in stark beschädigtem Zustand ebenfalls erhalten. Im Altarbereich gibt es griechisch-katholische Ikonen.
Doe Dreifaltigkeitskirche gehört zu den bedeutendsten Baudenkmälern in Braniewo und Umgebung.